# Rue de la Boucle
 (août 2024).
Si vous disposez d'ouvrages ou d'articles de référence ou si vous connaissez des sites web de qualité traitant du thème abordé ici, merci de compléter l'article en donnant les références utiles à sa vérifiabilité et en les liant à la section « Notes et références ».
La rue de la Boucle est une voie piétonne du 1er arrondissement de Paris, en France.

## Situation et accès
La rue de la Boucle est une voie située dans le 1er arrondissement de Paris au niveau -3 du forum des Halles. Elle débute place Carrée et se termine porte du Louvre.

## Origine du nom

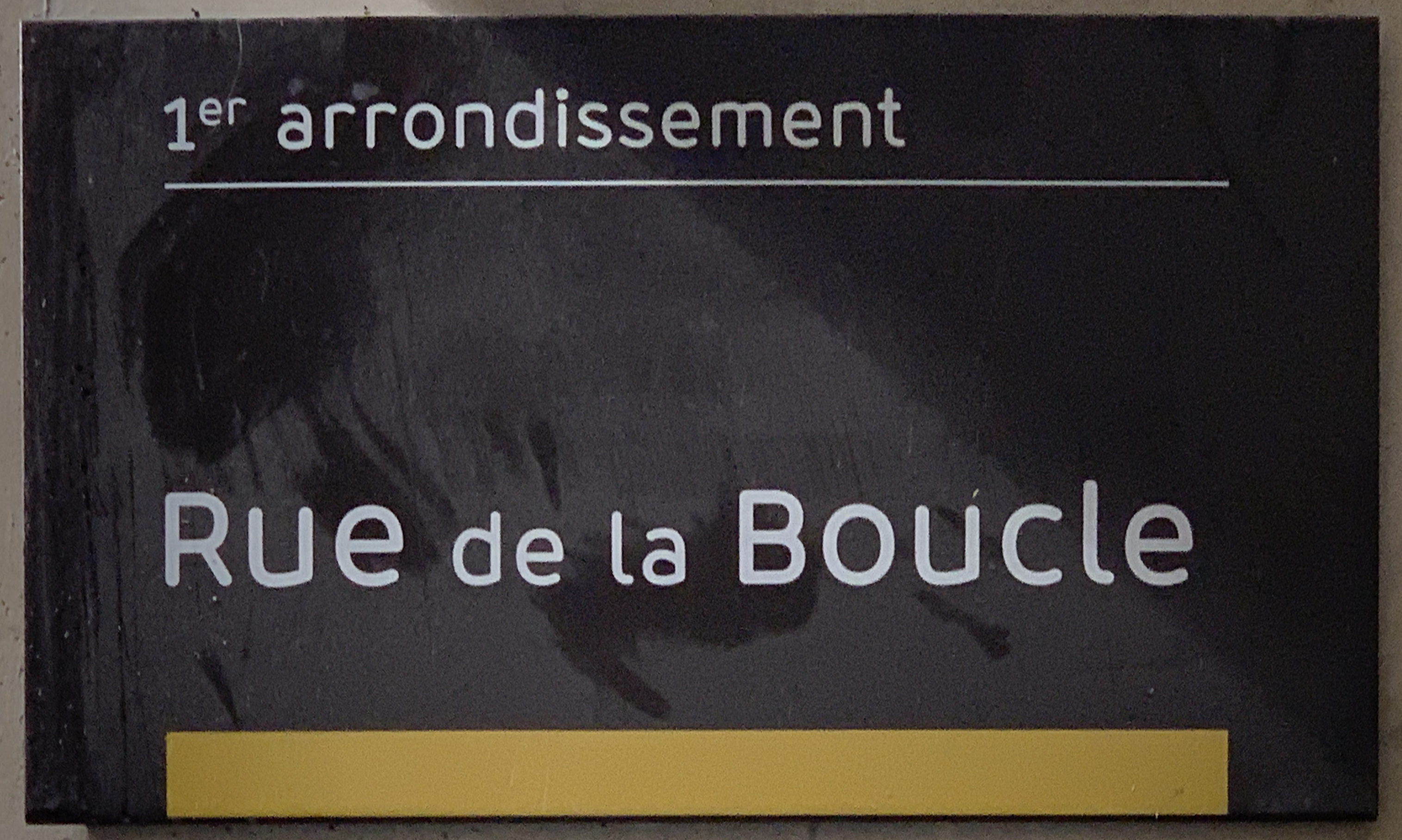
Plaque de la rue.

Elle porte ce nom en raison de la forme de son tracé. 

## Historique
Elle a été créée lors de l'aménagement du quartier des Halles ; son nom date d'une décision municipale du 6 novembre 1987.

## Pour approfondir